# ДелоПортс
ДелоПортс — российский стивидорный холдинг, управляющий активами группы компаний «Дело» в Новороссийском морском порту. В структуру компании входят контейнерный терминал НУТЭП, зерновой терминал КСК и сервисная компания «Дело», оказывающая услуги буксировки судов. 

## История
Компания была зарегистрирована в городе Лимассол на Кипре в 2012 году как холдинговая структура для активов группы компаний «Дело» в морском порту Новороссийска. Первоначально её владельцами были владелец ГК «Дело» Сергей Шишкарёв (90 %) и его племянник Тимофей Телятник (10 %), который также занимал пост президента компании. В июле 2015 года Сергей Шишкарёв выкупил долю Телятника и стал единственным собственником компании. После этого Шишкарёв перевёл компании в российскую юрисдикцию.
Первоначально в структуру «ДелоПортс» входили зерновой терминал «Комбинат Стройкомплект» (позднее переименованный в КСК), контейнерный терминал НУТЭП, буксировочная компания ТОС (позднее переименованная в «Сервисную компанию „Дело”») и «Новороссийский нефтеперевалочный комплекс». В 2013 года 100 % «Новороссийского нефтеперевалочного комплекса» были проданы структурам «Газпром нефти». Также в 2013 году «ДелоПортс» продал 25 % терминала КСК продовольственному трейдеру Cargill.
В 2024 году Группа компаний «Дело» завершила процесс консолидации 100 % акций АО «Зерновой терминал «КСК» закрыв сделку по выкупу пакета в 25 % плюс одна акция КСК.

## Структура

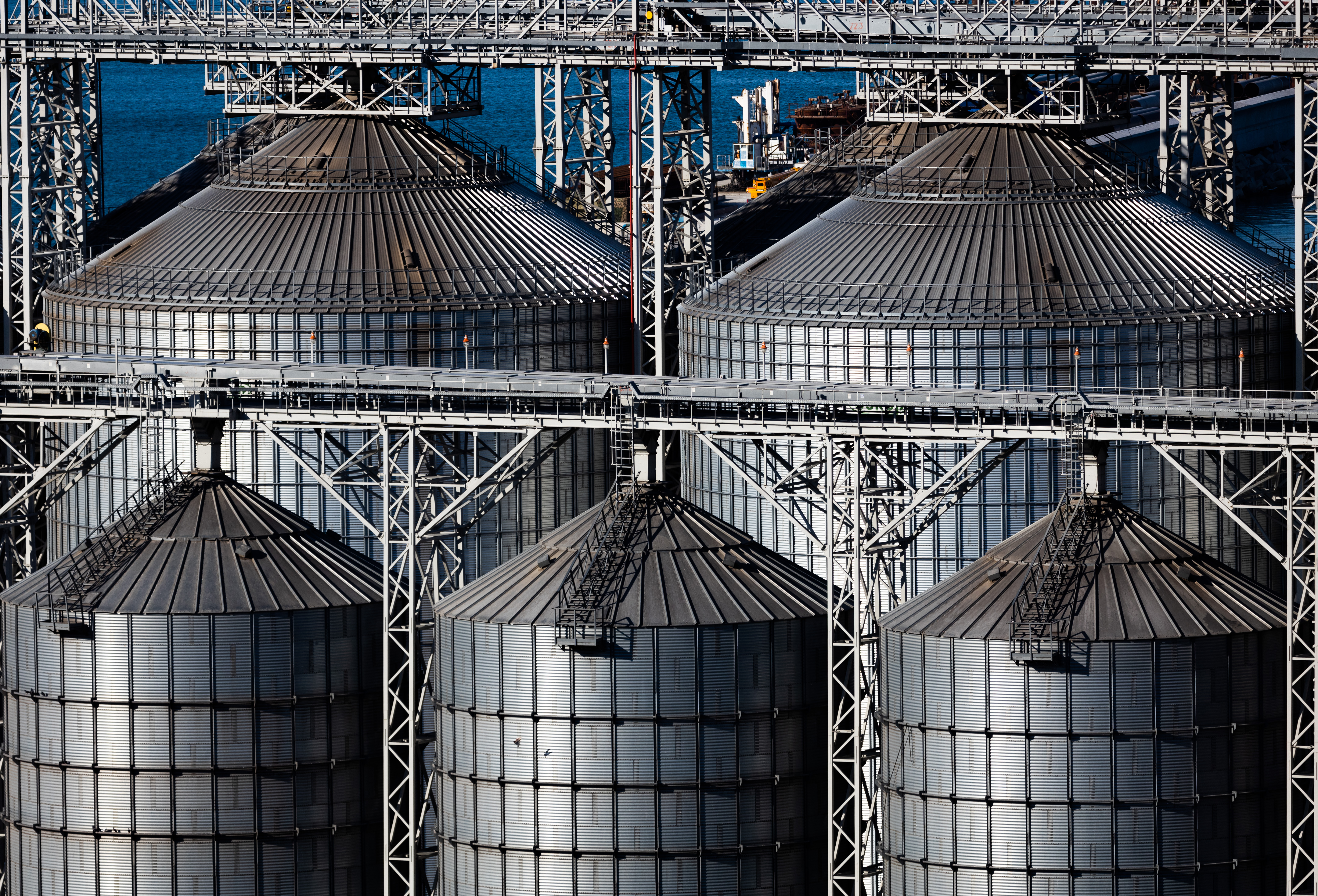
Зерновые элеваторы терминала КСК

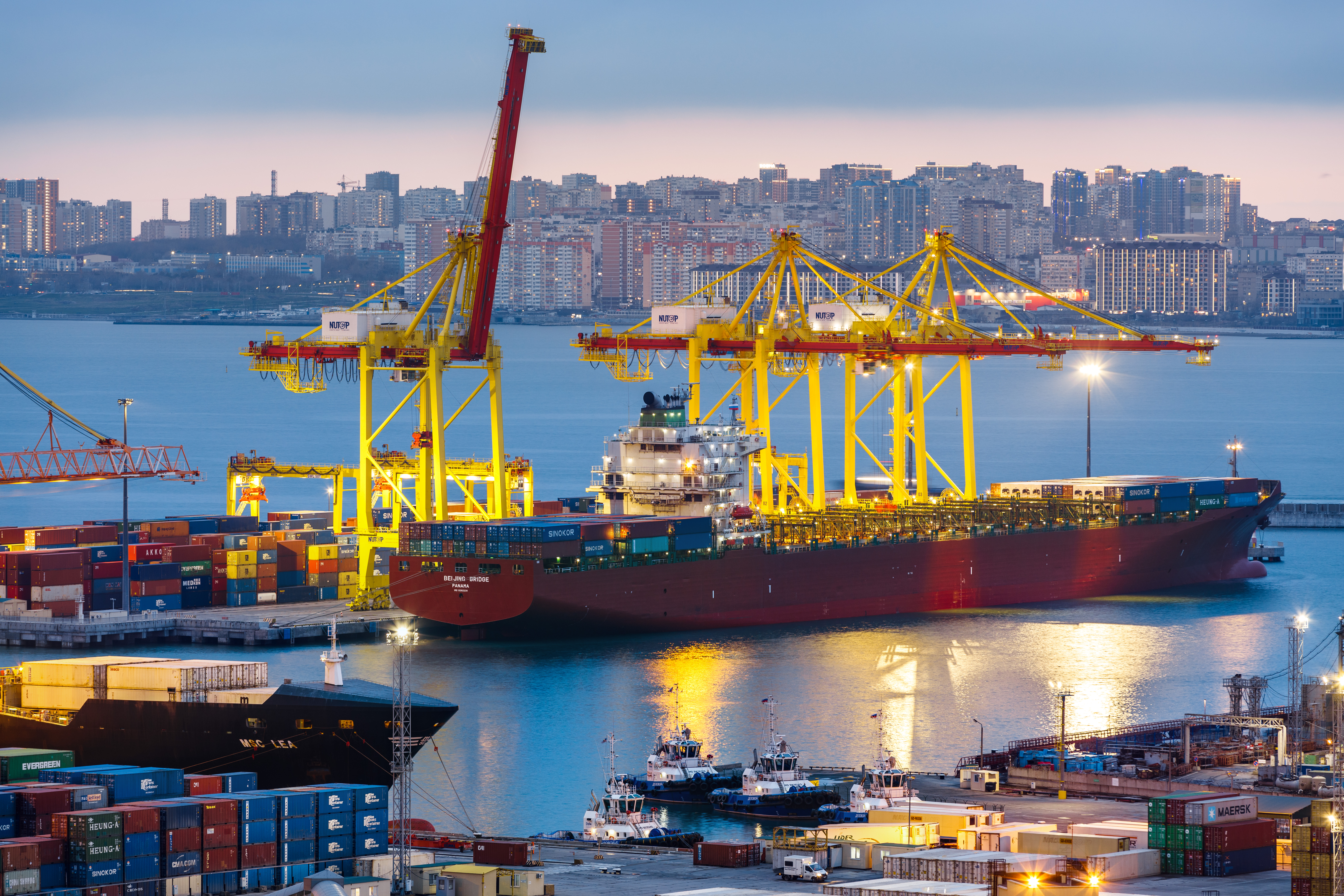
Судно у терминала НУТЭП

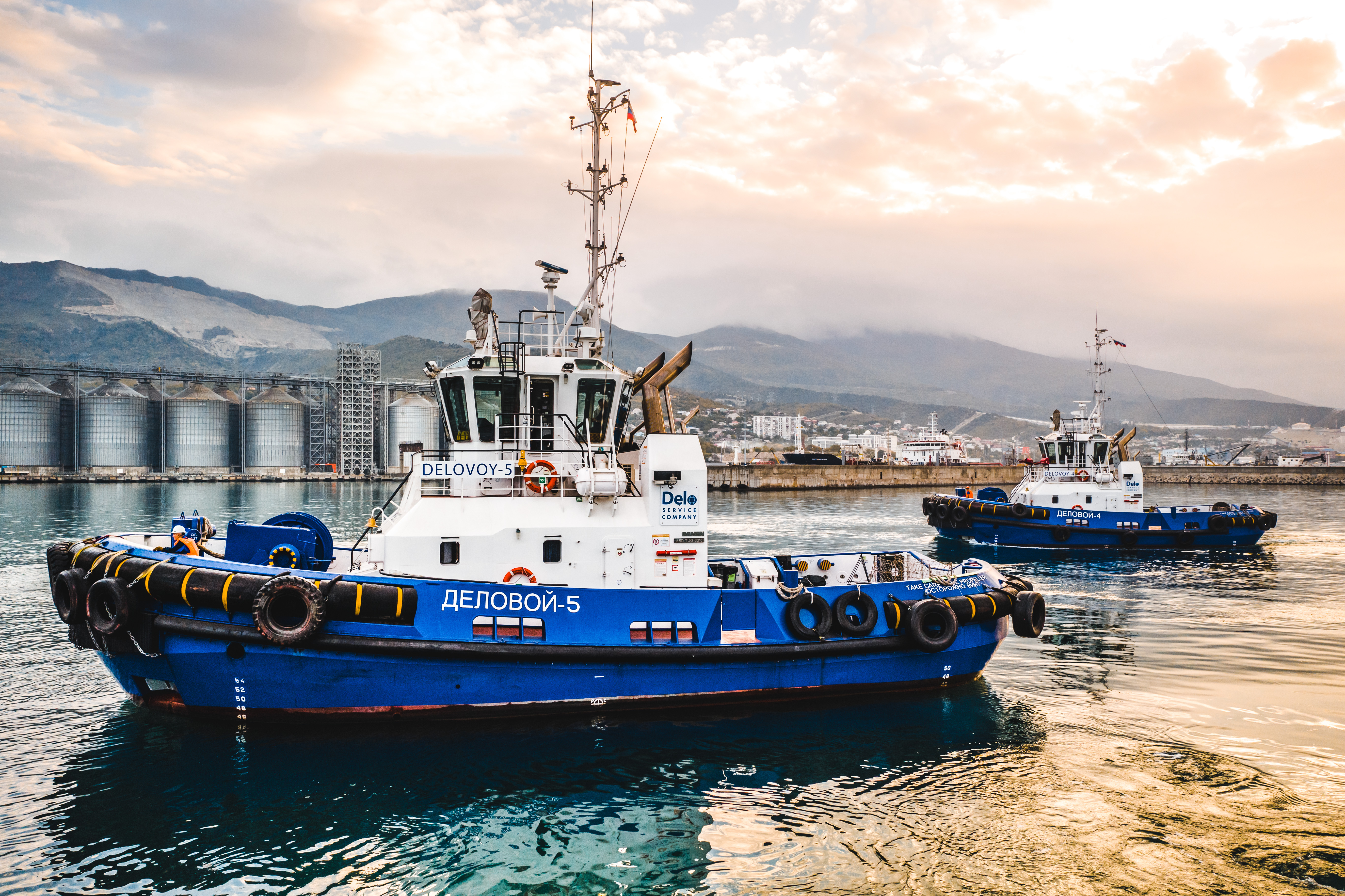
Швартовка буксирами к причалу

- Зерновой терминал КСК —  крупнейший в Азово-Черноморском бассейне по объёму перевалки по итогам зернового сезона 2023/2024[8], введён в эксплуатацию в 2006 году[9]. Пропускная способность терминала составляет 10.5 млн тонн[10]. Общая площадь терминала –  13,1 га. КСК осуществляет перевалку на трёх причалах, является единственным зерновым терминалом с заездом с федеральной трассы М4 «Дон». В 2018-2019 годах на терминале было завершено строительство дополнительных силосов объёмом 102 тыс. тонн, строительство дополнительной линии приёмки зерна с железнодорожного и автотранспота, а также были проведены работы по расширению собственной сертифицированной лаборатории по определению качества зерна. В результате модернизации терминала общая ёмкость силосов была увеличена до 220 тыс. тонн, автоприём – до 700 зерновозов в сутки, пропускная способность ж/д составила 180 вагонов в сутки. В 2021 году был введен в эксплуатацию глубоководный причал 40а[11]. Новый причал обеспечил возможность единовременного приёма 2 судов, максимальной грузоподъемностью свыше 100 тыс. тонн. Предполагается, что суда такого размера позволят доставлять зерновые грузы в Юго-Восточную Азию. В конце 2023 года в рамках программы расширения мощностей КСК ввёл в эксплуатацию третью судопогрузочную машину (СПМ). По итогам 2024 года терминал обработал рекордные 10,3 млн тонн зерна. Рост к показателю предыдущего года составил 25.6 %[12].

- Контейнерный терминал НУТЭП — первый по перевалке контейнеров в Новороссийске (доля НУТЭП в 2024 году составила 57,5 %)[13]. Мощность терминала составляет 700 тыс. TEU в год[14]. Терминал занимает 34 га, имеет собственный парк с 7 приёмо-отправочными путями, возможностью формирования ускоренных контейнерных поездов. Прямой автомобильный доступ к федеральной трассе М4 «Дон». Терминал может принимать и отправлять контейнеры морским, железнодорожным и автомобильным транспортом, обслуживать суда типа Panamax и Post-Panamax. В 2019 году на контейнерном терминале НУТЭП был введён в эксплуатацию глубоководный причал №38 глубиной 15 метров, способный принимать океанские контейнеровозы ёмкостью до 10 тыс. TEU[15]. В 2024 году терминал обработал 613,7 тыс. TEU, что на 1,7 % больше показателя 2023 года и стало абсолютным рекордом объёмов перевалки[13]. В 2024 году в рамках программы наращивания мощностей контейнерного терминала НУТЭП в Новороссийске ДелоПортс приступил к реконструкции глубоководного причала №38. Это позволит увеличить пропускную способность НУТЭП на 300 тысяч TEU, до 1 млн TEU в год к концу 2027 года. В результате реконструкции длина причала вырастет с 390 метров до 600 метров, ёмкость склада на причале – с 3 080 TEU до 4 830 TEU, площадь – с 4 га до 6,4 га[16].

- «Сервисная компания „Дело”» — предоставляет услуги буксировки судов в порту Новороссийска с использованием буксиров, поставленных компанией Damen Shipyards. Собственный флот состоит из 6 буксиров ASD Tug 2310. Также СКД оказывает услуги по агентированию и бункеровке судов в порту Новороссийска[17].

## Рейтинги
В октябре 2019 года рейтинговое агентство «Эксперт РА» подтвердило рейтинг кредитоспособности нефинансовой компании «ДелоПортс» на уровне ruA с прогнозом «стабильный». 
В 2023 году компания «ДелоПортс» получила высокую оценку в области экологии, социальной ответственности и управления от российского Аналитического кредитного рейтингового агентства (АКРА). Присвоение ESG-оценки ESG-5, категории ESG-C говорит о внимании компании к ключевым факторам устойчивого развития. 